# موريتز سايدر
موريتز سايدر (مواليد 6 أبريل 2001) هو لاعب هوكي جليد ألماني يلعب في نادي ديترويت رد وينجز في دوري الهوكي الوطني.